# فيكتور توما
فيكتور توما (بالرومانية: Victor Toma)‏ هو مهندس روماني، ولد في 4 أبريل 1922 في Leova ‏ في مولدوفا، وتوفي في 26 نوفمبر 2008 في بوخارست في رومانيا.